# Charles Michel-Ange Challe
Charles Michel-Ange Challe (Parigi, 13 febbraio 1718 – Parigi, 8 gennaio 1778) è stato un pittore, disegnatore e architetto francese.
Allievo di Boucher e Le Moyne, fu uno dei pittori francesi più apprezzati del suo tempo ed ebbe un grande successo in tutta Europa. I suoi disegni architettonici nello stile di Piranesi lo portarono a essere nominato nel 1764 "disegnatore della camera da letto e dello studio del re", incarico per il quale produsse numerosi disegni architettonici effimeri per feste e funerali reali.
Ha svolto un ruolo essenziale nella transizione tra lo stile rococò o rocaille e lo stile classico, oltre ad essere uno dei principali artefici della creazione dell'estetica nota come stile Luigi XVI.

## Biografia

### I primi anni
Charles Michel-Ange Challe nacque a Parigi da una famiglia modesta il 18 marzo 1718. Inizialmente studiò architettura presso il monaco domenicano Frère André, prima di entrare nella bottega di François Lemoyne, che era all'apice della sua fama. Dopo il suicidio di Lemoyne nel 1731, divenne allievo di François Boucher, con cui strinse amicizia e la cui tecnica ebbe un'influenza duratura su di lui.
Nel 1738 tentò per la prima volta il Prix de Rome, arrivando secondo. Fu nuovamente candidato nel 1740 e nel 1741, quando ottenne il Grand Prix per la sua Guarigione di Tobia. Tra i membri della giuria vi erano Nicolas de Largillière e Charles van Loo. Suo fratello Simon vinse il secondo premio per la scultura nello stesso anno.

### Gli anni romani (1742-1749)
Challe arrivò a Roma il 3 novembre 1742 come pensionnaire del re presso l'Accademia di Francia a Roma. Sotto la direzione di Jean-François de Troy, realizzò delle copie delle Stanze di Raffaello in Vaticano per inviarle ai Gobelins come cartoni per arazzi. In particolare, Challe realizzò una copia de L'incontro tra Leone I il Grande e Attila. Approfittò del suo soggiorno per viaggiare in Italia, riportando un gran numero di disegni architettonici e paesaggistici.
In Campania, visitò Ercolano e si avventurò fino al cratere del Vesuvio, allora attivo, da cui riportò un trattato scientifico.
Come membro dell'Accademia di Roma, ebbe anche un ruolo di primo piano nella creazione di decorazioni festive, o farandoles, per il carnevale del 1748, e collaborò con gli architetti Louis-Joseph Le Lorrain, Ennemond Alexandre Petitot e Charles-Louis Clérisseau, che rafforzarono il suo stile neoclassico. Il successo di queste iniziative ebbe un ruolo significativo nella sua nomina a capo dei Menus Plaisirs qualche anno dopo.
Rimase a Roma per sette anni, mentre la durata normale di un soggiorno non doveva superare i tre anni.
Fu comunque soprattutto attraverso i suoi disegni di monumenti nello stile di Piranesi che questo periodo avrebbe lasciato il segno sul lavoro di Challe. L'influenza del grande disegnatore sull'Académie de France, accanto allo studio dove furono incise le sue opere, è ben nota. Durante la sua carriera, Challe produsse un gran numero di disegni di alta qualità nello stile di Piranesi e lavorò alla traduzione francese delle sue opere teoriche.
Progettò templi, archi trionfali, gruppi scultorei monumentali e ponti, per i quali utilizzò una serie di motivi monumentali, tra cui colonne, urne funerarie ed obelischi.

### Gli anni della consacrazione (1749-1764)
Tornato a Parigi nel 1749, ottenne un grande successo e divenne uno dei pittori più importanti. Nel 1752 divenne membro approvato dell'Accademia Reale di Pittura e Scultura e due anni dopo divenne Accademico. Nel 1758, fu nominato professore di prospettiva, in sostituzione di Sébastien Leclerc. La sua opera d'ammissione all'accademia, L'unione delle arti della pittura e della scultura attraverso il disegno, doveva adornare il soffitto della sala dei ricevimenti.
Pittore prolifico, produsse numerose opere teatrali, a dimostrazione dell'influenza esercitata su di lui da François Boucher e Nicolas de Troy (Les Charmes multipliés, Le Berger couronné), che riscossero un notevole successo sia in Francia che in Prussia, in tutti gli Stati tedeschi, in Inghilterra e in Russia. Le sue opere migliori furono inoltre incise (Jupiter et Léda, per esempio, fu inciso nel 1761 da Jean-Baptiste Tillard).
Espone al Salon del 1753 e continua a partecipare negli anni successivi, accanto a Jean-Baptiste-Siméon Chardin, Etienne Jeaurat, Jean-Marc Nattier, Jean Restout, Louis Tocqué, Louis-Michel e Charles van Loo. Dipinge scene religiose (San Sebastiano, Giudizio Universale, Ascensione), scene storiche (Lucrezia e Bruto, Morte di Cleopatra) e ritratti (Mignot, scultore del re).
Nel 1763, tuttavia, il suo lavoro per il Salon gli valse una violenta critica da parte di Diderot, dopo che questi aveva lodato il suo Socrate in procinto di bere la cicuta nel 1761: "Sembra che sia stato dipinto cento anni fa; ma è molto più antico nello stile che nel colore. Sembra una copia da qualche antico bassorilievo. C'è una semplicità, una tranquillità, soprattutto nella figura principale, che non è certo del nostro tempo". La sua Venere addormentata fu molto apprezzata, soprattutto a corte: "Fu a proposito di questo quadro che Luigi XV chiese a una dama della sua corte, famosa per il suo gusto in fatto di arti, cosa ne pensasse del Salon, e lei rispose che poteva ricordare solo la Venere di Challe". Nel 1765 presentò un quadro monumentale, Ettore che entra nel palazzo di Paride, che gli valse critiche negative unanimi e lo dissuase dall'esporre negli anni successivi.
Ciononostante, continuò a essere molto richiesto e divenne uno dei pittori più costosi del suo tempo. Decorò numerose chiese (l'Oratorio del Louvre, il Convento dei Foglianti, sant'Ippolito e san Rocco a Parigi) e palazzi privati (le dimore del Palatino di Lituania, di Soyecourt, di Malta, del Duca di Praslin e del Duca d'Aiguillon).

### Disegnatore della camera del gabinetto del re (1764-1778)
Alla morte dello scultore e ornatista René Michel Slodz, avvenuta nel 1764, fu nominato disegnatore della camera e del gabinetto del re con una lettera di brevetto del 23 febbraio 1765, incarico che ottenne grazie all'appoggio del duca d'Aumont contro altri brillanti candidati (de Wailly, Bocquet, Géraud). All'epoca si trattava di una posizione importante a corte: "Macchinista, compositore di costumi teatrali e di balletti, organizzatore di funerali, artificiere, pittore di scenografie, in una parola, uomo di gusto corrente e di facile eleganza, tale era il disegnatore del gabinetto di Sua Maestà". Nei primi anni della sua carriera, fu particolarmente noto per le architetture effimere che realizzò per importanti imprese di pompe funebri in un periodo in cui il gusto si stava orientando verso il neoclassicismo à la grecque. Progettò monumenti per l'Infante Filippo di Borbone, Duca di Parma, poi per Luigi, Delfino di Francia, Stanislao Leszczyński, Re di Polonia, Elisabetta Farnese, Regina di Spagna, la Delfina Maria Giuseppina di Sassonia, la Regina di Francia, Carlo Emanuele III di Savoia e infine lo stesso Re Luigi XV. Il galateo dell'epoca prevedeva che i grandi funerali "corroborassero lo sviluppo di una retorica volta a comporre una sorta di elogio figurato del funerale, che obbedisse anche a una precisa geografia", quella dello spazio cerimoniale. Costituiscono una controparte figurativa monumentale e decorativa dell'orazione funebre.
Il disegnatore del re creò anche decorazioni per altre cerimonie reali: ingressi, matrimoni, letti di giustizia, feste e intrattenimenti. Nel 1770 creò le decorazioni effimere per le nozze del delfino, il futuro Luigi XVI, e Maria Antonietta a Versailles e all'Orangerie, con l'assistenza di Moreau il Giovane, che gli sarebbe succeduto. Fu il primo a far incidere i suoi disegni, il che significa che ora possiamo riscoprire questa parte meno conosciuta dell'arte francese del XVII secolo, poiché tutte le opere prodotte dai Menus Plaisirs furono smantellate non appena se ne presentò l'occasione.

### Gli ultimi anni
Nel 1762 sposò Madeleine-Sophie Nattier, figlia minore di Jean-Marc Nattier e Marie Madeleine de la Roche, dalla quale non ebbe figli.
Nel novembre 1770 l'anziano Challe viene nominato Cavaliere dell'Ordine di San Michele e nobilitato. Fu insignito di onorificenze e fu ammesso all'Accademia delle Scienze e delle Belle Arti di Lione.
Negli ultimi anni della sua vita lavorò a un progetto di ampliamento della città di Marsiglia, che fu inizialmente approvato da Turgot, ministro della Marina, prima di essere abbandonato. Il declino della sua salute gli impedì di partecipare attivamente alla decorazione per l'incoronazione di Luigi XVI a Reims nel giugno 1775, realizzata dal suo assistente Moreau il Giovane. Morì l'8 gennaio 1778 per una violenta febbre, all'età di 59 anni.

## Opere

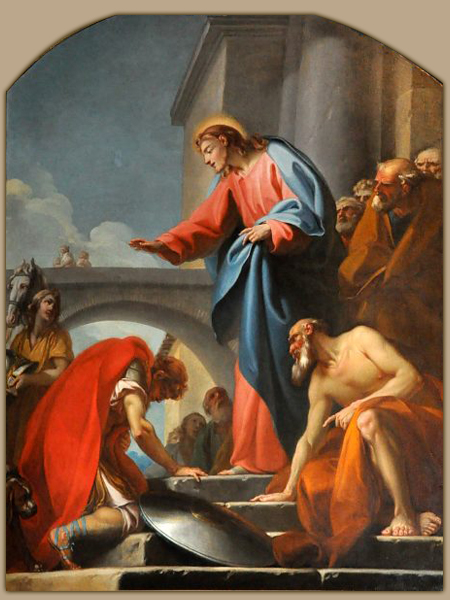
Cristo e il centurione, 1758, Chiesa di san Rocco, Parigi.
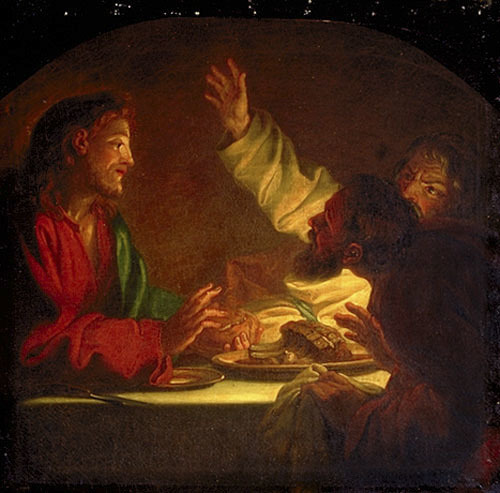
Cena di Emmaus, 1754-59, Museo nazionale delle belli arti del Québec
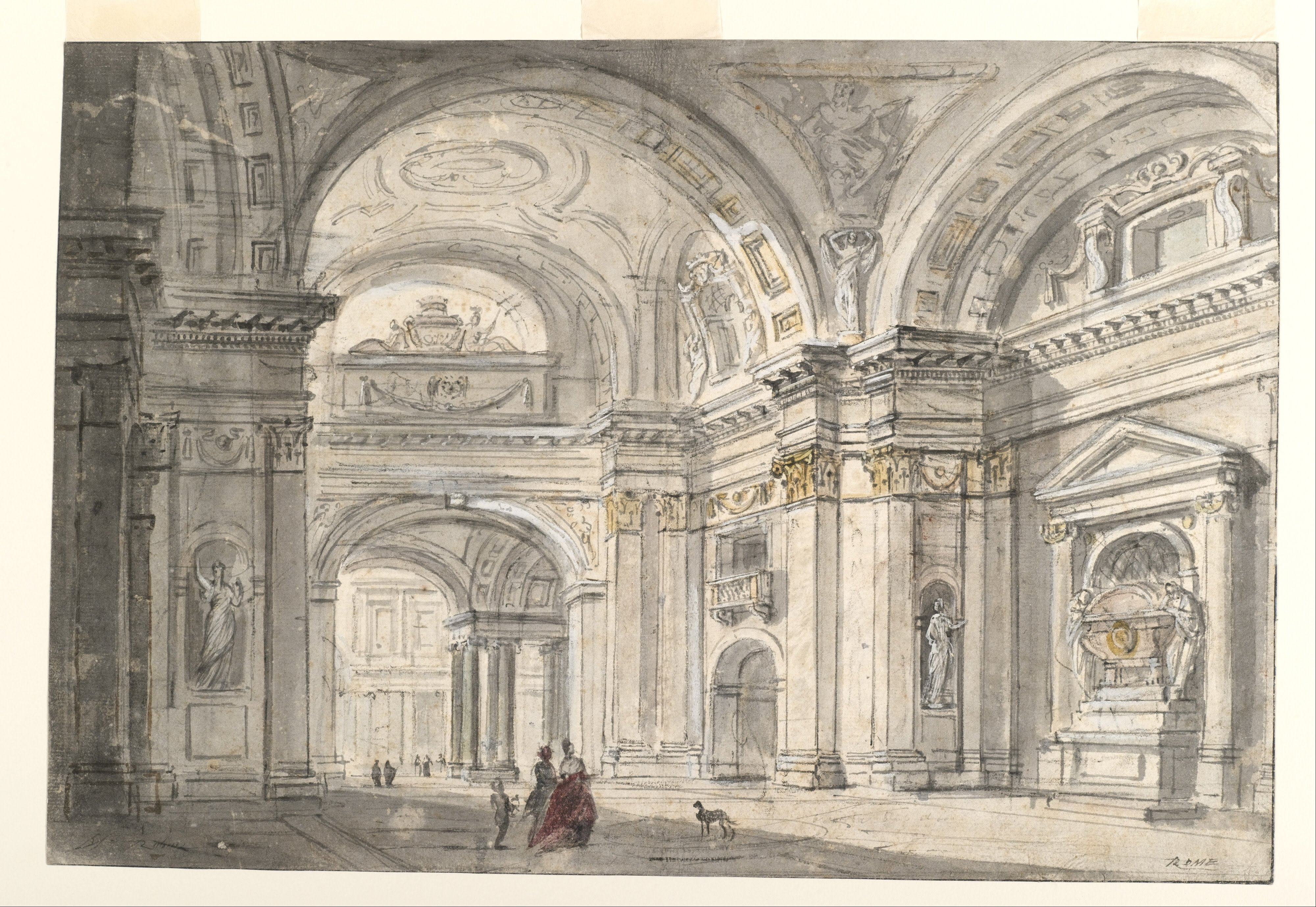
Interno di chiesa, Cooper Hewitt, Smithsonian Design Museum, New York.
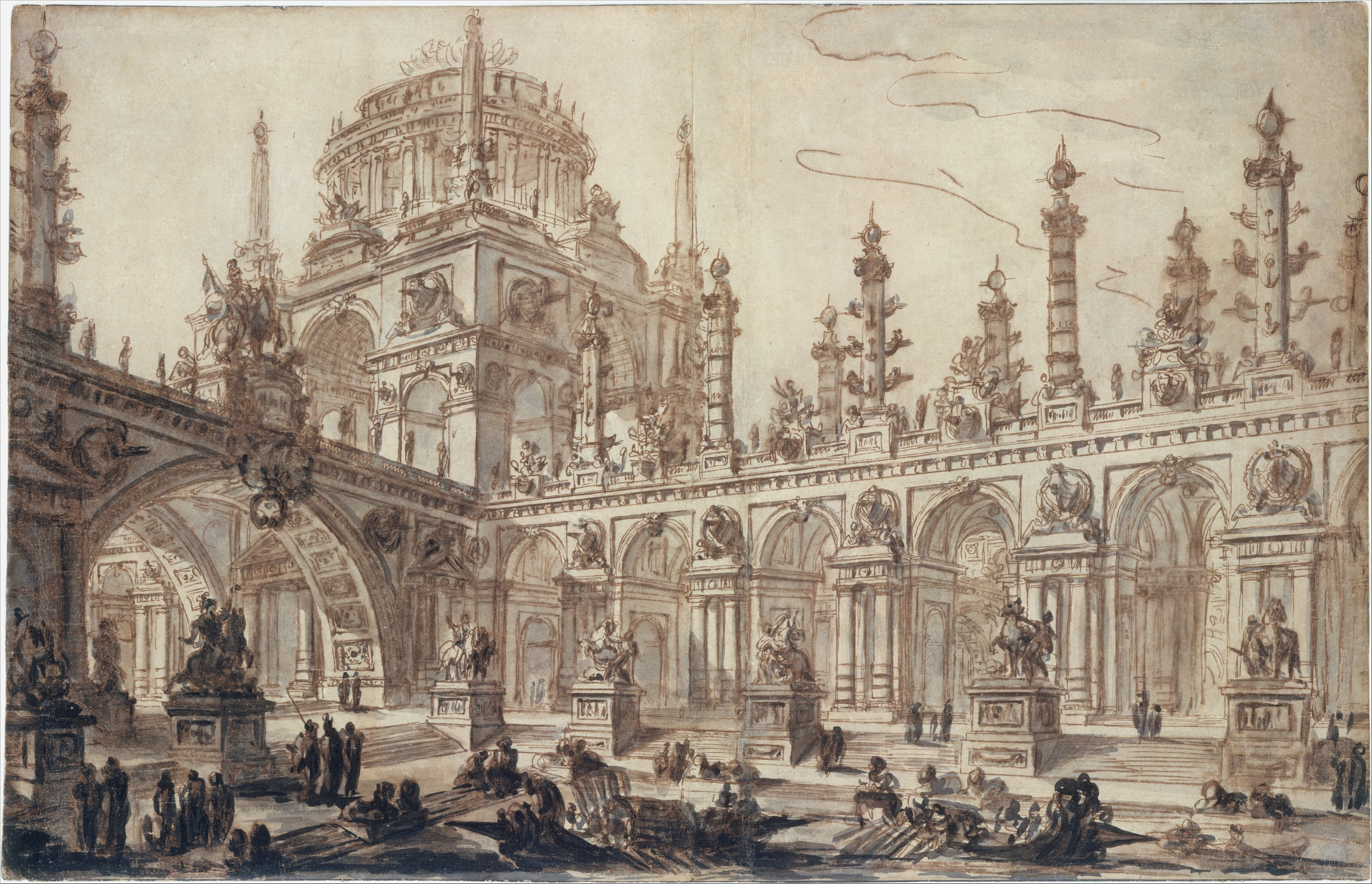
Fantasia architettonica, Metropolitan Museum, New York.
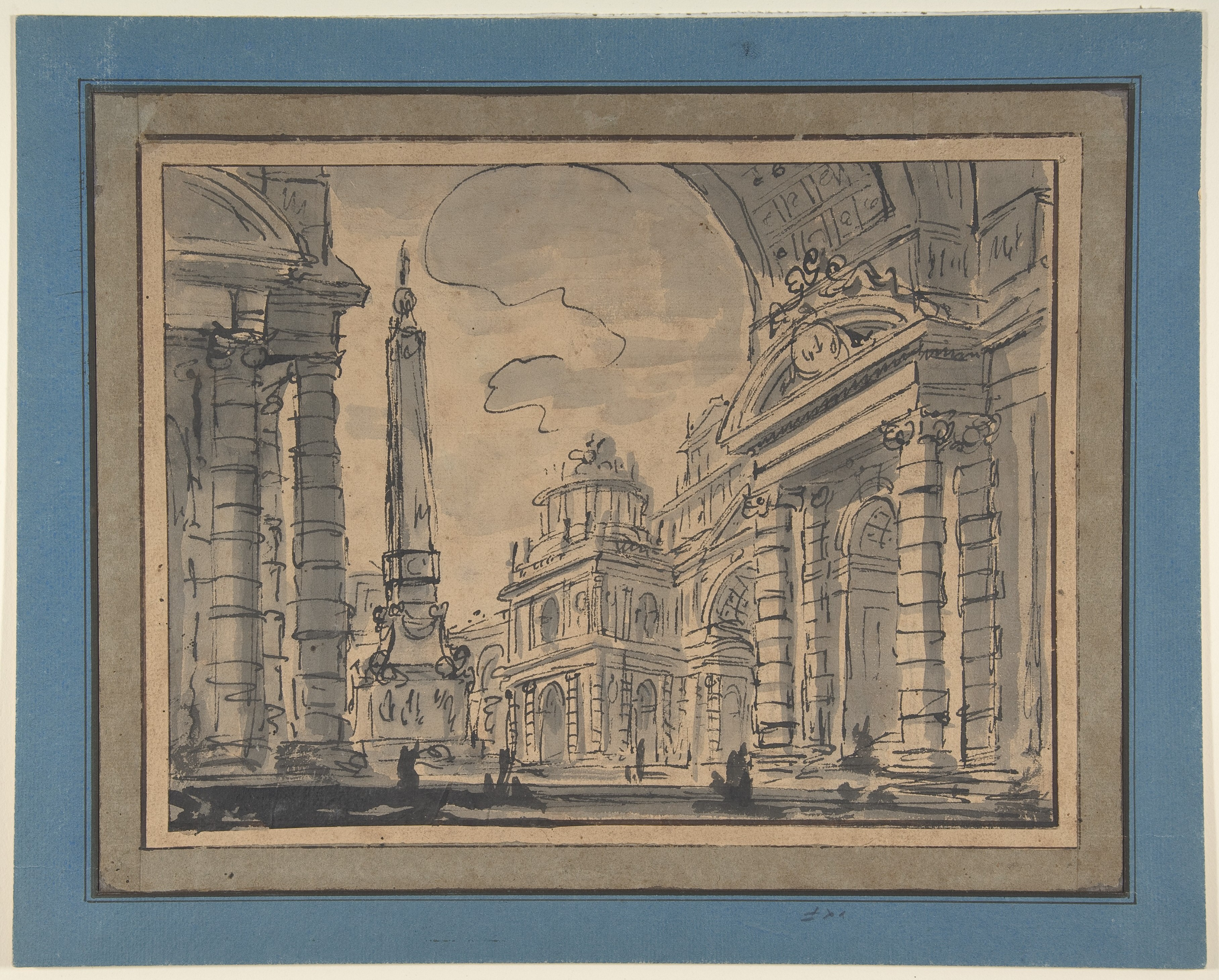
Capriccio architettonico, Metropolitan Museum, New York.
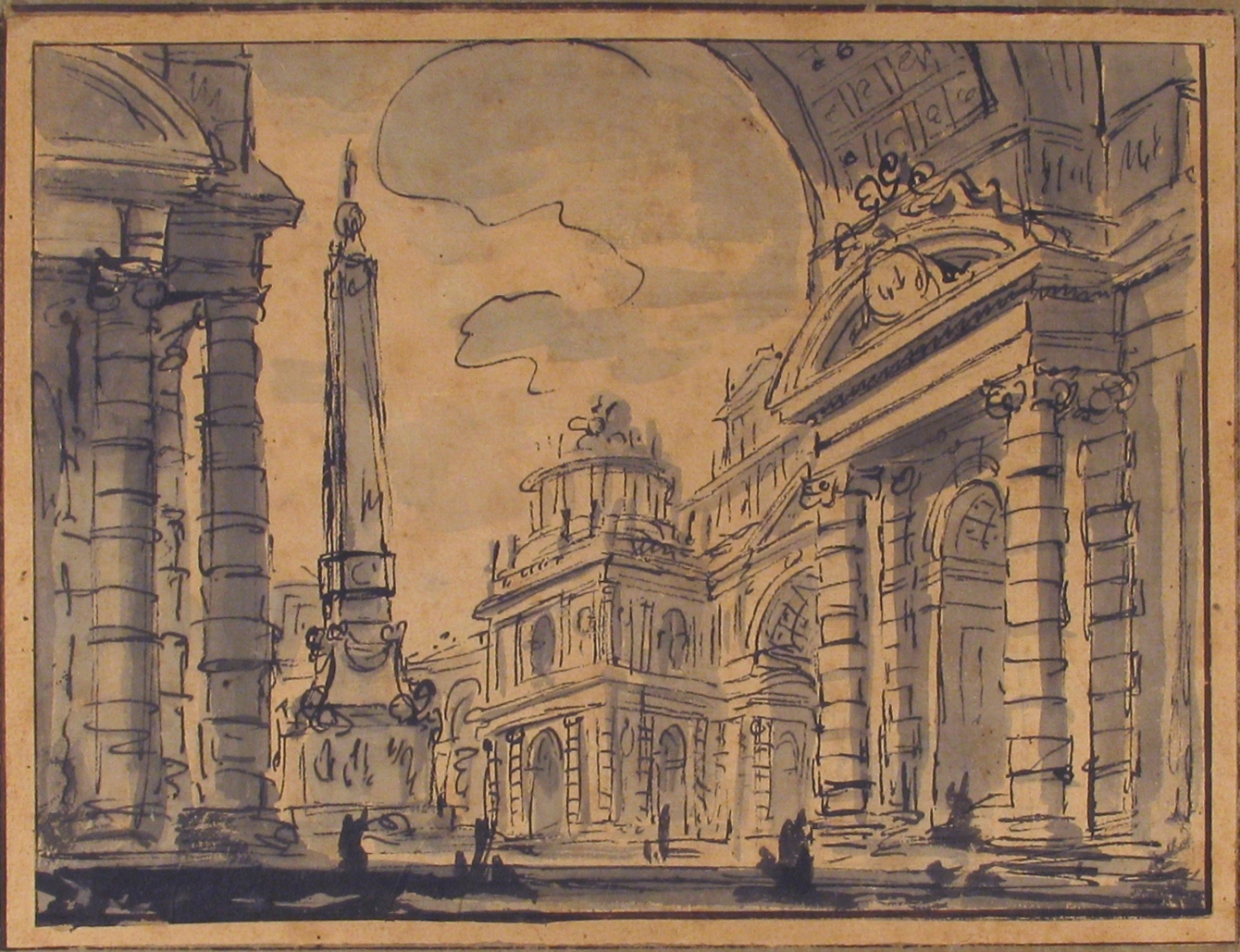
Fantasia architettonica, Metropolitan Museum, New York.
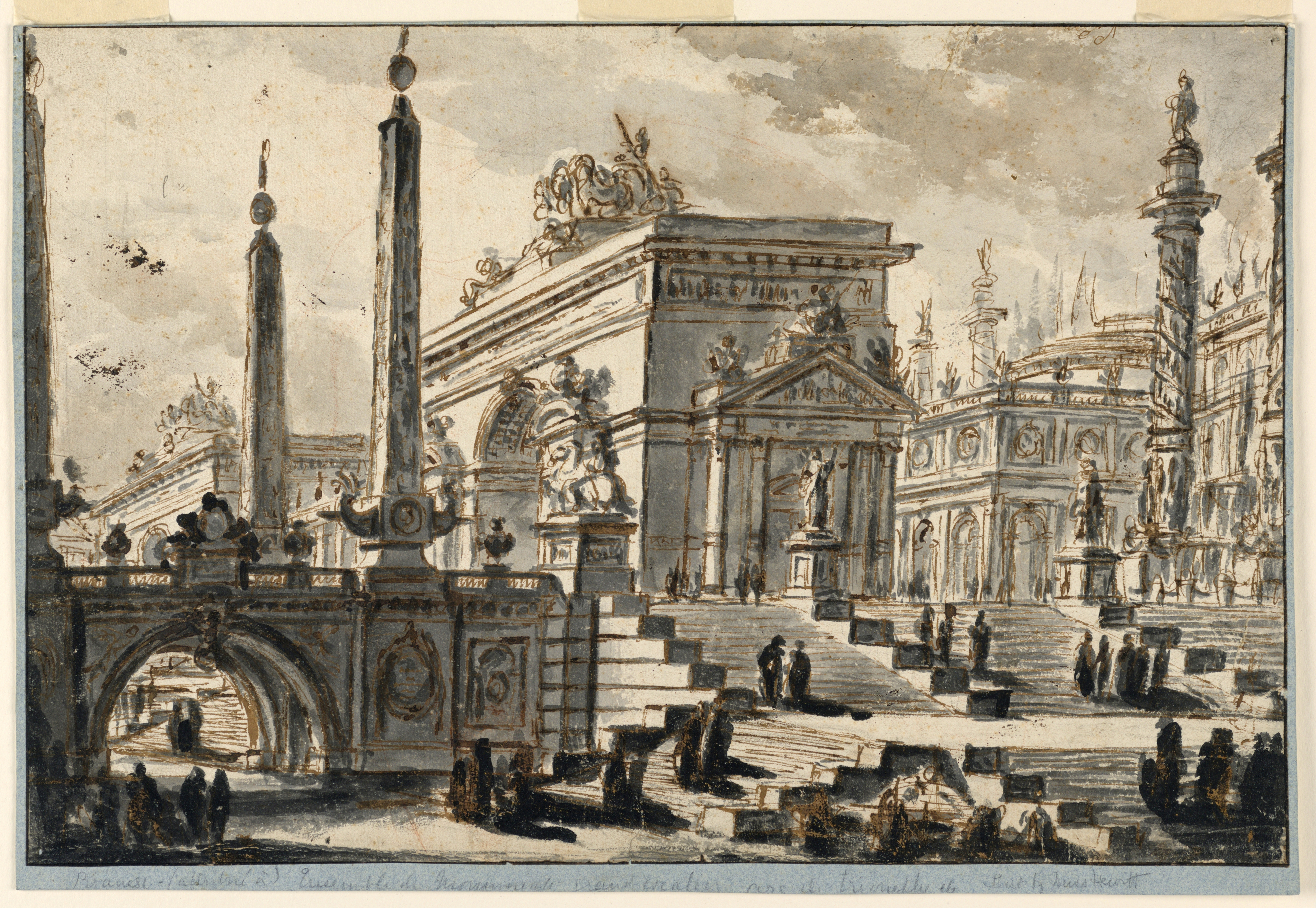
Fantasia architettonica, Cooper Hewitt, Smithsonian Design Museum, New York.
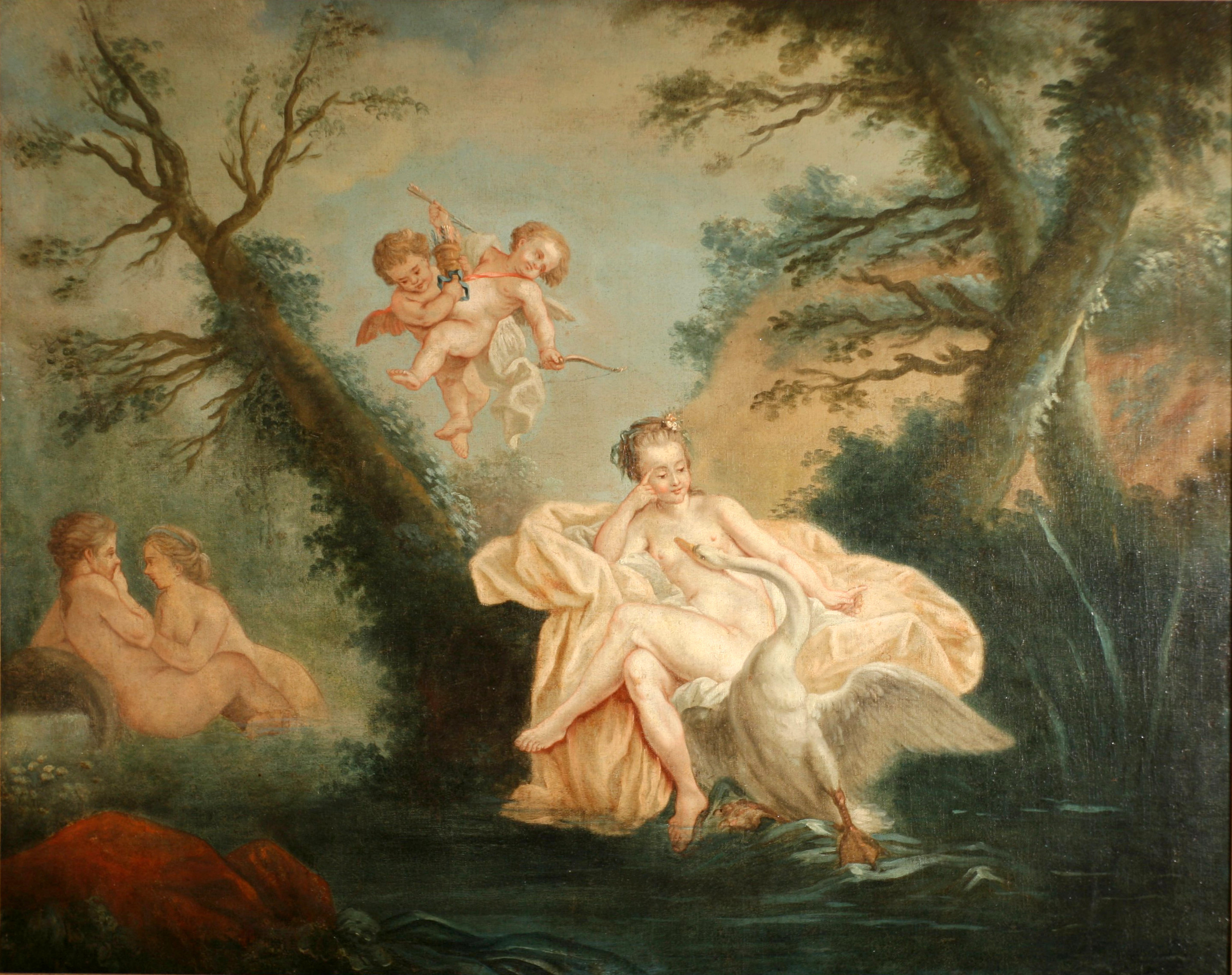
Giove e Leda, collection privée, New York.